# Cascada de Basaseachi
La cascada de Basaseachi (escrito ocasionalmente Basaseachic) es un salto de agua localizado en el estado de Chihuahua, México, con una altura de 246 m de caída libre, es la cascada permanente más alta de México.
La cascada de Basaseachi está localizada en lo alto de la Sierra Madre Occidental, en el municipio de Ocampo, a 3 km de la población de Basaseachi y a unos 265 km al oeste de la ciudad de Chihuahua, está comunicada a través de la Carretera Federal 16 y su entorno constituye el Parque Nacional Cascada de Basaseachi declarado oficialmente en el diario oficial de la federación el 2 de febrero de 1981 durante el gobierno de José López Portillo con un área protegida de 5800 ha.
La cascada principal está formada por la corriente de dos arroyos, el arroyo Durazno y el arroyo Basaseachi, que se unen en lo alto de la montaña y luego se precipitan por la barranca, a partir de la cascada la corriente recibe el nombre de río Candameña, al igual que la barranca por la transcurre, el río Candameña es uno de los que forman el río Mayo.
El entorno de la cascada es famoso por sus bellezas naturales, como formaciones rocosas y bosques de pinos. Existe otra caída de agua dentro del mismo parque de Basaseachi, llamado cascada de Piedra Volada, ubicada en la misma barranca de Candameña, sin embargo, Piedra Volada vierte agua únicamente en la estación de lluvias mientras que Basaseachi es permanente.

## Historia

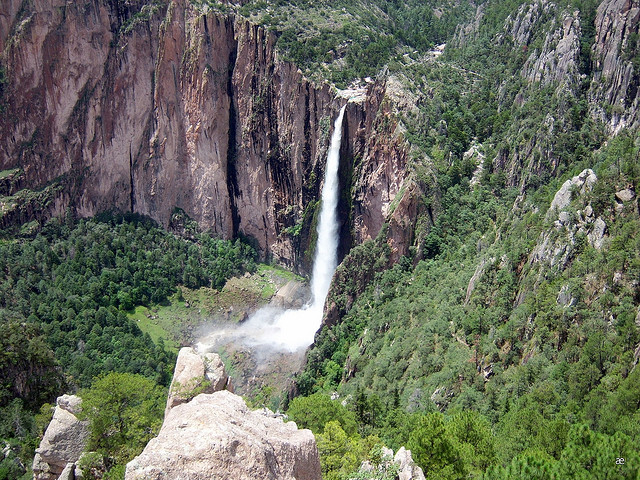
Cascada de Basaseachi en verano.

Basaseachi, que en idioma rarámuri significa lugar de coyotes o cascada, no aparece mencionada en ningún documento de la época colonial, ni como pueblo de visitación, razón por la que se deduce que no estaba poblada y que probablemente haya pertenecido a la misión de Tomochi, muy cerca de Carichic, hoy Cajurichi, pueblo de mucha importancia que perteneció a ésta misión» (Ibid: 27).
Ambas caídas de agua son conocidas desde hace siglos, Piedra Volada ha permanecido al margen del dominio público, aunque es conocida desde atrás, sobre todo por la comunidad local tanto de Piedra Bolada como de Huajumar, donde hay guías que visitan la cascada desde tiempos de sus abuelos. Existen varios mitos y leyendas sobre esta caída de agua, esto es debido a su intermitencia, ya que el arroyo que la alimenta solo lleva agua en ciertos días de la temporada de lluvias. En años recientes algunos grupos se atribuyen el descubrimiento de dicha caída de agua, no obstante este desatino la exploración y medición de Piedra Bolada se hace hasta 1995 por el Grupo de Espeleología de Ciudad Cuauhtémoc. El nombre también es causa de confusión, ya que erróneamente se le llama Piedra Volada (Piedra en el aire), cuando el nombre de Piedra Bolada se refiere a una formación esférica, arroyo y asentamiento humano más cercano.

## Fauna
La colecta e identificación de fauna se realizó con el personal de Fauna Silvestre del Centro de Investigaciones Forestales del Norte (SAGARPA), las especies identificadas se consideraron a partir de reptiles, aves y mamíferos, siendo estas las siguientes:
Las especies más conspicuas en la zona son el venado cola blanca (Odocoileus virginianus), el jabalí (Tayassu tajacu), el puma (Felis concolor), el mapache (Procyon lotor), el zorrillo listado (Mephitis macroura), ardillas grises y rojas (Sciurus nayaritensis y S. albertibarbieri) y la liebre de cola negra (Lepus alleni).

## Reptiles
Camaleón (Phrynosoma sp.), lagartija de collar (Sceloporus jarrovi), cascabel rallada (Crotalus lepidus) y víboras de cascabel (Crotalus molossus).

## Aves
Pájaro azul (Cyanocitta stalleri), pájaro carpintero (Melanerpes formicivorus), pipilo (Pipilo fuscus), aguililla (Halcón cola roja), huilota (Zenaidura macroura), chupamirto (Cynanthus sp.), aura (Cathartes aura) y codorniz pinta (Cyrtonyx montezumae).